# Illés József (festő)
Illés József (Miskolc, 1978. október 8. –) magyarországi cigány festőművész, grafikus. Testvére Illés Henrik festőművész, sógornője Illés-Bódi Barbara festőművésznő.

## Életútja, munkássága
Állami gondozásban, a fóti gyermekotthonban nőtt fel, már elemi iskolás korában is nagyon szeretett rajzolni. Kiskamasz korában részt vett a közép-európai művésztelep alkotótáboraiban. 1996-ban testvérével, Illés Henrikkel együtt a Cigány Ház által szervezett alkotótáborba, Balatonszemesre kaptak meghívást, ettől kezdve 1999-ig részt vett az alkotóközösségi munkában és az azt követő csoportos kiállításokon szerepeltek képei. 1999-ben testvérével és feleségeikkel kivándoroltak Kanadába, Illés József rövid időre tért haza 2005-ben, majd Franciaországban, 2007-től Angliában telepedett le, ismét alkot, grafikai munkákat is készít. A 2009-es Cigány festészet című reprezentatív albumban megjelentették életrajzát és két olajfestményét. Stílusát tekintve a neoavantgárd irányvonalhoz sorolható.

## A Cigány festészet című albumba beválogatott képei
- Illúzió (olaj, farost, 90x70 cm, 1996)
- Balerina (olaj, farost, 80x60 cm, 1998)[1]